# エネルギー効率

サンキー・ダイアグラム
入力=出力+損失、効率=出力/入力

エネルギー効率（エネルギーこうりつ）とは、広義には投入したエネルギーに対して回収（利用）できるエネルギーとの比をさす。狭義には、燃焼反応のうちどれだけのエネルギーが回収できるかという比率のこと。それに伴い燃焼して反応した時はエネルギーに対して効率が良いと考えられる

## 概要
求める出力とそれを得る為に消費した入力との割合である。熱機関におけるエネルギー効率は熱効率とも称され、高温熱源から入る熱量を {\displaystyle Q_{1}}、低温熱源へ排出される熱量を {\displaystyle Q_{2}} とすると、熱効率 {\displaystyle \eta } は
{\displaystyle \eta ={\frac {Q_{1}-Q_{2}}{Q_{1}}}=1-{\frac {Q_{2}}{Q_{1}}}}
で与えられる。
必ずしも、投入したエネルギーと回収（利用）できるエネルギーの形態は、同一ではない。例えば、太陽電池の場合、受光エネルギーに対する、出力電気エネルギーの比で、エネルギー効率をさす場合もある。ただし、この場合においては変換効率と称することが多い。

## エネルギー変換効率
エネルギーを他の形態に変換する場合は、その効率は入力エネルギーと出力エネルギーを同一のエネルギー単位に換算してもとめられる。火力発電の場合、燃料の保有発熱量が入力エネルギー、電気エネルギーが出力エネルギーであり、いずれもジュールに換算することで効率が得られる。なお、電気エネルギーに変換されなかった分が廃棄熱（エネルギー）に相当する。　全世界の2008年度発電実績は消費エネルギーは石油換算トン(ktoe)4,398,768キロトンで生産電力はグロスで1,735,579ktoe相当の電力(20,185TWh)、最終消費に供給された電力は1,446,285ktoe相当の電力(16,430TWh)であった。グロスの効率は39％、最終効率は33％となる。

### エネルギー変換効率の一覧
下記の表はエネルギー変換効率(独版)他より。
効率は前工程・機器等での消費や損失は考慮していない。エネルギー変換工程・機器への直近に投入されるエネルギーと出力との比較である。
| 変換形態                                     | 入力 エネルギー | 有効出力       | 効率 %     | 備考 |
| 火力発電 (石炭)                              | 化学            | 電力           | 40–53      | |
| コンバインドサイクル発電                     | 化学            | 電力           | 50–60      | 燃料が天然ガスの場合 |
| CHPコージェネ                                | 化学            | 電力、熱       | 65-75, <98 | 発電効率15～33パーセント、総合効率で65～75パーセントが可能である。                                                             |
| 原子力発電                                   | 原子力          | 電力           | 33         | 独版には「効率は10%」の注意書きがある。                                                                                        |
| 水力発電                                     | 力学            | 電力           | 80–90      | 水を高所に上昇させる過程を含む揚水発電の効率は70％程度。                                                                       |
| 風力発電                                     | 力学            | 電力           | <59        | |
| 太陽光発電                                   | 電磁波(太陽光)  | 電力           | 5–40       | 普及品12％～21%、理論限界85-90％                                                                                               |
| MHD発電 (電磁流体発電)                       | 熱源            | 電力           | <30        | |
| 全世界の発電効率                             | すべて          | 電力           | 39         | 総合効率は33％、電力の内部消費、送電ロスなどで減少。2008年度の実績                                                             |
| 水の電気分解                                 | 電力            | 化学           | 70         | |
| エネルギー変換機械・装置                     |                 |                |            | |
| 燃料電池                                     | 化学            | 電力           | 30–70      | |
| 熱電対                                       | 熱              | 電力           | 3–8        | |
| 蒸気機関                                     | 熱              | 動力           | 3–44       | |
| スターリングエンジン                         | 熱              | 動力           | 10–66      | |
| オットーサイクル                             | 化学            | 動力           | 10-37      | |
| ガソリンエンジン (自動車)                    | 化学            | 動力           | 20-51      | |
| ディーゼルエンジン                           | 化学            | 動力           | < 50       | |
| 2ストローク低速ディーゼル                    | 化学            | 動力           | 55         | 大型船舶用 |
| パルスジェット                               | 化学            | 動力           | ?          | |
| タービンエンジン (航空機)                    | 化学            | 動力           | 40         | |
| 電気モーター                                 | 電力            | 動力           | 20–99.5    | 出力200W以上のモーターでは70％以上                                                                                             |
| 自転車用ダイナモ                             | 力学            | 電力           | 20–65      | 高効率のハブダイナモもあるが、一般のタイヤ・リム式の効率は20%前後。                                                            |
| 発電機                                       | 力学            | 電力           | 95–99.5    | |
| 白熱電球                                     | 電力            | 電磁波(可視光) | 3–5        | ハロゲンランプを除く |
| 蛍光灯                                       | 電力            | 電磁波(可視光) | 28         | 英版より |
| LED                                          | 電力            | 電磁波(可視光) | 5–25       | |
| 送信機                                       | 電力            | 電磁波(電波)   | 30–80      | |
| 高電圧送電                                   | 電力            | 電力           | 95         | 高圧送電網における電線路の距離（長さ）に依存しない（送電ロスを含まない）多段階の変電所および柱上変圧器における変換効率である。 |
| スイッチング電源                             | 電力            | 電力           | 50–95      | |
| 変圧器                                       | 電力            | 電力           | 50–99.8    | |
| インバータ                                   | 電力            | 電力           | 93–98      | |
| スピーカー                                   | 電力            | 音波           | 0.1–40     | 一般にハイファイスピーカーでは 0.3                                                                                             |
| 歯車ポンプ                                   | 力学            | 動力           | < 90       | |
| 熱源                                         |                 |                |            | |
| キャンプファイヤー/囲炉裏/火鉢               | 化学            | 熱             | < 15       | 裸火であり調理の為の熱源とだけみれば効率は良くないが、同時に照明、暖房効果もある。                                             |
| かまど/七輪                                  | 化学            | 熱             | ？         | |
| ガスコンロ                                   | 化学            | 熱             | 60–70      | |
| 電気コンロ                                   | 電力            | 熱             | 50–60      | |
| 電磁調理器                                   | 電力            | 熱             | 83         | |
| 暖炉                                         | 化学            | 熱             | 10–30      | |
| ガスヒーター                                 | 化学            | 熱             | 80–90      | |
| 石炭ストーブ (家庭用)                        | 化学            | 熱             | 30–50      | |
| 石炭ストーブ (工業用)                        | 化学            | 熱             | 80–90      | |
| 冷蔵庫                                       | 電力            | 熱(冷却)       | 20–50      | |
| 太陽熱パネル                                 | 電磁波(太陽光)  | 熱             | < 85       | |
| 投げ込みヒーター                             | 電力            | 熱             | < 98       | |
| 自然界                                       |                 |                |            | |
| 光合成                                       | 電磁波(太陽光)  | 化学           | 35         | |
| 蛍                                           | 化学            | 電磁波(可視光) | < 95       | |
| デンキウナギ                                 | 化学            | 電力           | ？         | |
| 人間の骨格筋                                 | 化学            | 動力           | 20–30      | |
| その他                                       |                 |                |            | |
| 採炭から燃焼まで                             | 化学            | 熱             | 30–60      | |
| 光合成によるバイオマスの生産からその燃焼まで | 電磁波(太陽光)  | 化学           | 0.1–2.5    | |